# Улица Кайбалас
Улица Ка́йбалас (латыш. Kaibalas iela) — улица в Латгальском предместье города Риги, в историческом районе Дарзциемс. Начинается от стыка улиц Вестиенас и Пилдас, пролегает в северо-восточном направлении и заканчивается тупиком после пересечения с улицей Ницгалес.
Общая длина улицы составляет 746 метров. Первая половина улицы (до улицы Пиедруяс) покрыта гравием, далее асфальтирована. Разрешено движение в обоих направлениях. Общественный транспорт по улице не курсирует.

## История
Улица Кайбалас впервые упомянута в 1932 году под своим нынешним названием, которое никогда не изменялось. Оно происходит от топонима Кайбала (село близ города Лиелварде).
Первоначальная малоэтажная жилая застройка в 1960-1970-е годы частично заменена промышленной. До 1970 года улица начиналась южнее, однако этот участок был передан для нужд железной дороги.

## Прилегающие улицы
Улица Кайбалас пересекается со следующими улицами:
- Улица Вестиенас
- Улица Пилдас
- Улица Пиедруяс
- Улица Франча Трасуна
- Улица Ницгалес